# Gabinete Daladier IV
O Gabinete Daladier IV foi o ministério formado por Édouard Daladier em 11 de maio de 1939 e dissolvido em 13 de setembro do mesmo ano. Foi o 106º gabinete da Terceira República Francesa, sendo antecedido pelo Gabinete Daladier III e sucedido pelo Gabinete Daladier V.

## Contexto
Reconduzido ao poder após reformular brevemente seu gabinete, Édouard Daladier chamou o general Maxime Weygand de volta ao serviço ativo, em agosto de 1939. Em 3 de setembro daquele ano, seu governo declarou guerra à Alemanha Nazista após a invasão da Polônia em 1º de setembro. Essa declaração de guerra ocorreu à tarde, algumas horas depois da do Reino Unido.
Dias depois, ele reorganizou seu gabinete mais uma vez, permanecendo no poder.

## Composição
- Presidente da República: Albert Lebrun
- Presidente do Conselho de Ministros: Édouard Daladier
- Vice-presidente do Conselho e Coordenador de Serviços: Camille Chautemps
- Ministro dos Estrangeiros: Georges Bonnet
- Ministro da Justiça: Paul Marchandeau
- Ministro do Interior: Albert Sarraut
- Ministro da Guerra e Defesa Nacional: Édouard Daladier
- Ministro das Finanças: Paul Reynaud
- Ministro da Economia Nacional: Raymond Patenôtre
- Ministro da Educação Nacional: Jean Zay
- Ministro das Obras Públicas: Anatole de Monzie
- Ministro da Agricultura: Henri Queuille
- Ministro do Comércio: Fernand Gentin
- Ministro dos Correios, Telégrafos e Telefones: Alfred Jules-Julien
- Ministro do Trabalho: Charles Pomaret
- Ministro dos Assuntos dos Veteranos e Pensionistas: Auguste Champetier de Ribes
- Ministro da Saúde Pública: Marc Rucart
- Ministro da Marinha Militar: César Campinchi
- Ministro do Ar: Guy La Chambre
- Ministro das Colônias: Georges Mandel
- Ministro da Marinha Mercante: Louis de Chappedelaine